# Киебак
Киебак (баш. Кейебәк) — деревня в Калтасинском районе Республики Башкортостан Российской Федерации. Входит в состав Краснохолмского сельсовета.

## География

### Географическое положение
Расстояние до:
- районного центра (Калтасы): 26 км,
- центра сельсовета (Краснохолмский): 2 км,
- ближайшей ж/д станции (Янаул): 37 км.

## Население
| 2002 | 2009 | 2010 |
| ---- | ---- | ---- |
| 444  | ↗492 | ↘394 |

Национальный состав
Согласно переписи 2002 года, преобладающая национальность — марийцы (91 %).